# Elephantomyia (Elephantomyia) primogenia
Elephantomyia (Elephantomyia) primogenia is een tweevleugelige uit de familie steltmuggen (Limoniidae). De soort komt voor in het Neotropisch gebied.